# Ragnar Johansson (fotbollsspelare)
Ragnar Johansson var en svensk fotbollsspelare som representerade Gais 1936–1938.
Johansson kom till Gais från Krokslätts FF 1936, och spelade säsongen 1936/1937 12 matcher (4 mål) för Gais i allsvenskan. Säsongen därpå spelade han blott en match för klubben i allsvenskan, där han i en match mot IK Sleipner enligt Dagens Nyheter "gjorde ett matt intryck" som center.